# フェリーチェ・カゾラーティ (画家)
フェリーチェ・カゾラーティ（Felice Casorati、1883年12月4日 - 1963年3月1日）は20世紀イタリアの画家、版画家、デザイナー、舞台美術家。彼が最も注目されている絵画は人物の構図、肖像画、静物画で、これらは珍しい遠近効果によって分類されることがよくなされている。 

## 生涯
ノヴァーラ生まれ。職業軍人の父フランチェスコのもとに生まれる。父は転勤が多く、フェリーチェはミラノ、レッジョ・エミーリア、サッサリなどを転々としなければならなかった（生地ノヴァーラもそうした転勤先のひとつであった）。サッサリでフェリーチェは役所にフレスコ壁画を描いていて、彼の芸術的感性を示している。家族は最終的にパドヴァに転居し、そこでフェリーチェに高等教育を受けさせ、音楽の才能をのばすことにした。
1901年に神経衰弱のため音楽の勉強を断念し、コッリ・エウガネイで休養の時期をもった。ここでフェリーチェは絵を描くことをはじめ、近所の画家ジョヴァンニ・ヴィアネッロについて腕を磨いた。　1907年にパドヴァ大学で法学の学士号を取得したが、フェリーチェは芸術家として身を立てることを選んだ。1907年から1910年にかけてはナポリで、絵画制作と、国立美術館に所蔵されているピーテル・ブリューゲル（父）の独特の様式をもつ作品の研究に没頭した。また1907年には第一回ヴェネツィア・ビエンナーレに出品しており、姉妹であるエルヴィーラを描いた作品《婦人像（Ritratto di signora）》で評価された。1909年のビエンナーレと1910年にフェリーチェはグスタフ・クリムトの作品を観察する機会があり、その影響を受けた《柘榴の夢（Il sogno del melograno）》などの連続的な作品群を制作し、1913年にローマで開催された第一回国際分離派美術展で発表した。　1911年から1915年にかけては停泊地であるヴェローナに居住し、他の芸術家とともに雑誌『銀河（La Via Lattea）』に、ヤン・トーロップやオーブリー・ビアズリーといったようなアール・ヌーヴォーふうのイラストレーションを寄せた。この時期の最後の数年にはアルトゥーロ・マルティーニ、ジーノ・ロッシ、ウンベルト・モッジオーリ、ピオ・セメギーニといったカ・ペザーロの芸術家たちに接近した。1915年には入隊し、第一次世界大戦に参加した。

### トリノへ
父が1917に死去すると一家はトリノに転居し、フェリーチェはすぐに町の知識人サークルの中心的人物となった。作曲家アルフレード・カゼッラのもとに通って音楽への情熱を分かち合っていたが、そのことは「毎晩少なくとも30分はピアノに向かい、ただ自分たちのた演奏していて、しばしば私の母と連弾をしていました」というカゼッラの息子の証言からもうかがえる。ピエロ・ゴベッティとも交友関係を結び、1922年には反ファシストグループ「自由主義革命（Rivoluzione Liberale）」に加わったが、そのために逮捕されもした（数日後に釈放されている）。1923年にゴベッティはフェリーチェの伝記を書いている。　この頃トリノのスタジオに「カゾラーティ学校（Scuola di Casorati）」を開設し、若い芸術家を教えていた。1929年には門下生とともに展覧会「カゾラーティとその門弟たちCasorati fra i discepoli」を開催した。ジャコモ・デベネデッティが寄せたテクストでは、その門下生としてシルヴィオ・アヴォンド、ネッラ・マルケシーニ、ダフネ・モーガン、マリサ・モーリ、アンドレア・チェファリー・ジュニア、セルジオ・ボンファンティーニ、ジュゼッピーナ・フェラリス、アルビーノ・ガルヴァーノ、パオラ・レーヴィ・モンタルチーニ、ラッラ・ロマーノ、リッカールド・キッコの名が挙げられている。　教員には「トリノ六人組（Sei pittori di Torino）」の一部をなすフランチェスコ・メンツィオ、カルロ・レーヴィ、ジジ・ケッサ、ジェジー・ボスウェルが名を連ねている。門下生にはほかにピエモンテの画家エンリコ・アッカティーノやケイティー・トルタ、社会主義の政治家ピオ・ドナーティの妻で現代画家のイーダ・ドナーティ・フォルミッジーニもいた。　1924年にはヴェネツィア・ビエンナーレで個人展示室を得、これに美術評論家リオネッロ・ヴェントゥーリが展評を寄せた。1925年には国内外の19世紀および同時代の芸術家の展覧会を振興する目的でアントニオ・フォンタネージ美術会社（Società di Belle Arti Antonio Fontanesi）を共同で設立する。1923年から1925年のあいだに、ジジ・ケッサとリッカールド・グアリーノのとともにトリノの劇場を再整備する企画を実現させた。フェリーチェはガッリアーリ通りに位置するこの小規模な劇場の装飾を建築家アルベルト・サルトリスとともに担当した。劇場部分は1925年4月に落成し、残りの部分も1929年のおわりまでに公開された。　1927年にはモンツァの産業美術高等専門学校（Istituto Superiore per le Industrie Artistiche）が主催する第三回装飾美術ビエンナーレでは再びサルトリスと組んでピエモンテの展示館を手掛けた。1933年にはさらにミラノ・トリエンナーレの建築展のアトリウムを手掛けた。　1926年と1929年には美術評論家のマルゲリータ・サルファッティの呼びかけで20世紀イタリア美術（Novecento italiano）展に参加したが、ここでフェリーチェはこのムーブメントのなかにあって独立した評価を得た。　1930年にはイギリス人のダフネ・モーガンと結婚する。ダフネは1926年からフェリーチェの教室に通っていた門下生のひとりであった。二人の間に生まれた息子フランチェスコも、のちに画家となった。1935年にカゾラーティとエンリコ・パウルッチのスタジオは「第一回イタリア抽象美術合同展（Prima mostora collettiva d’arte astratta italiana）」を迎え入れ、リチーニ、メロッティ、フォンタナの作品に理解を示した。1938年の第21回ヴェネツィア・ビエンナーレでは絵画部門の大賞を得た。こうした公式の評価を受け、のちの約30年間にわたって、パリ、ピッツバーグ、サンフランシスコなどで大規模な展示がお行われた。

### 晩年
1933年から1954年にかけては舞台美術の仕事に専念した。その最初の仕事はフィレンツェ五月音楽祭でのスポンティーニのオペラ《ヴェスタの巫女》の公演だった。同シーズンの他の公演ではジョルジョ・デ・キリコやマルコ・シローニが仕事をしていた。フェリーチェの手による舞台美術の仕事は全体で21作あり、そのうちのいくつかはスカラ座やローマ歌劇場の委託である。1941年にはトリノのアルベルティーナ美術学校の絵画教授に就任し、1952年には絵画部部長、さらに1954年には学長に就任した。美術学校では多くの行進を育成したが、その中には息子であるフランチェスコをはじめニーノ・アイモーネ、ロマーノ・カンパニョーリ、マウロ・ケッサ、フランチェスコ・タブッソ、マルコリーノ・ガンディーニ、ジャンルイージ・マッティア、アリーチェ・プサカロピューロなどがいた。フェリーチェをとりまく名声は実業家ジュゼッペ・ヴェルゾッキの関心をひき、1940年代末には接触して彼の現代絵画コレクションに加えられることとなった。1952年にはヴェネツィア・ビエンナーレで個人館を持ち、オットーネ・ロザイとともに特別賞を授与された。1955年には大画面の絵画作品によってフィアット・600の宣伝に貢献した。この小さな車はトリノの産業の象徴的存在であった。　塞栓症に伴う左足の切断手術の20日後、1963年3月1日にトリノで死去した。

## 評価
生涯にわたり多くの賞を受賞している。主要なものとしてレジオン・ドヌール勲章、公共教育省文化部門功労金メダル、聖ルカ美術学校正会員、イタリア共和国功労勲章グランデ・ウッフィチャーレ、カンピドッリョ功労金メダルなどがある。